# Science-Fiction-Jahr 1898
Übersicht

◄◄ | ◄ | 1894 | 1895 | 1896 | 1897 | Science-Fiction-Jahr 1898 | 1899 | 1900 | 1901 | 1902 | ► | ►►

Weitere Ereignisse

## Neuerscheinungen Literatur
| Deutscher Titel                         | Deutschsprachiges Erscheinungsjahr | Originaltitel                   | Autor                                          | Anmerkungen |
| --------------------------------------- | ---------------------------------- | ------------------------------- | ---------------------------------------------- | ----------- |
| Der Mann, der Wunder tun konnte         | 1977                               | The Man Who Could Work Miracles | H. G. Wells                                    |             |
| Ein Marsbewohner über die Erde          | –                                  | –                               | Manfred Fuhrmann                               |             |
| Freiland                                | –                                  | –                               | Rudolf Elcho                                   |             |
| Rückblick auf Oesterreich im Jahre 2000 | –                                  | –                               | Richard Sermage von Szomszédvár und Medvedgrád |             |
| Schach der Qual                         | –                                  | –                               | Bertha von Suttner                             |             |
| Ypsilon-Strahlen                        | –                                  | –                               | Hans Hochfeldt                                 |             |
|                                         |                                    | The Yellow Danger               | M. P. Shiel                                    |             |

## Neuerscheinungen Filme
| Deutscher Titel    | Deutschsprachiges Erscheinungsjahr | Originaltitel      | Regie          | Anmerkungen |
| ------------------ | ---------------------------------- | ------------------ | -------------- | ----------- |
|                    |                                    | La Lune à un mètre | Georges Méliès |             |
| Les rayons Röntgen |                                    | Les rayons Röntgen | Georges Méliès |             |

## Geboren
- František Běhounek († 1973)
- Doris P. Buck († 1980)
- Arthur J. Burks († 1974)
- Jeffrey Lloyd Castle († 1990)
- Freder Catsen († 1971)
- Edwin Erich Dwinger († 1981)
- Fritz E. W. Enskat († 1971)
- C. S. Lewis († 1963), Schöpfer der Perelandra-Trilogie und der Chroniken von Narnia
- E. Hoffmann Price († 1988)
- George Henry Weiss († 1946)
- Leó Szilárd († 1964)
- Ludwig Turek († 1975)